# Carlos Chávez Gordón
Carlos Chávez Gordón (4 de noviembre de 1928 – 2 de junio de 2006) fue un levantador de pesas panameño. Compitió en la prueba de peso pluma masculino en los Juegos Olímpicos de 1952, donde sus 90 puntos lo dejaron al final de la tabla. 

## Biografía
Chávez nació el 4 de noviembre de 1928 sus padres fueron Francisco Chávez y Eladia Gordón. Compitió en los Juegos Olímpicos de Helsinki 1952, el 25 de julio de 1852 compitió en la prueba de levantamiento de pesos en el peso pluma. En los VII Juegos Centroamericanos y del Caribe celebrados en la Ciudad de México Chávez ganó la medalla de oro en la categoría peso pluma, en los Juegos Panamericanos de 1955 celebrados en la Ciudad de México en la categoría peso pluma y en los VIII Juegos Centroamericanos y del Caribe celebrados en Caracas, Venezuela ganó la medalla de oro en la categoría peso pluma.